# Troščine
Troščine so naselje v Občini Grosuplje.